# Laurent Joffrin
Laurent Mouchard (Vincennes, 30 de juny de 1952), més conegut amb el pseudònim de Laurent Joffrin, és un periodista francès.

## Trajectòria
Joffrin és llicenciat en economia per l'Institut d'Estudis Polítics de París. El 1977, es va graduar pel Centre de formation des journalistes i es va unir a l'Agence France-Presse, que va deixar per participar en la creació d'un nou diari, Forum international. El 1981 es va incorporar a la redacció de Libération.
Col·laborà amb el setmanari Le Nouvel Observateur, del qual va ser-ne director editorial des del març de 2011 fins al març de 2014. Va ser el director editorial i de publicacions del diari Libération des del juliol de 2014 fins al juliol de 2020. Després va deixar la direcció del diari per entrar en política, creant un moviment socialdemòcrata a partir d'una crida titulada «Engageons-nous».
Entre els primers 150 signants, hi ha diverses personalitats conegudes com a sociòlegs, investigadors, metges (Patrick Pelloux, Alain Touraine, Pap Ndiaye, Hervé Le Bras, Michel Wieviorka, Janine Mossuz-Lavau), periodistes (Laure Adler, Pierre Lescure), politòlegs (Géraldine Muhlmann), advocats (Mireille Delmas-Marty), Jean-Baptiste Soufron), artistes (Agnès Jaoui, Denis Podalydès, Benjamin Biolay, Juliette Gernez, Ariane Mnouchkine), alts càrrecs (Patrice Bergougnoux) i escriptores (Mazarine Pingeot, Hélène Cixous), amb la idea de «reactivar el reformisme d'esquerres a França».
Joffrin s'ha manifestat a favor de la taxa Google i de la Llei Hadopi.

## Obra publicada
- La Gauche en voie de disparition, Seuil, 1984 (ISBN 9782020069373)
- Coluche, c'est l'histoire d'un mec, amb Serge July i Jacques Lanzmann, Solar, 1986 (ISBN 9782263011245)
- Un coup de jeune, portrait d'une génération morale, Arléa, 1987 (ISBN 9782869590144)
- Mai 68, une histoire du mouvement, Seuil, 1988 (ISBN 2020101637)
- Cabu en Amérique, amb Jean-Claude Guillebaud, Seuil, 1990 (ISBN 2020122499)
- La Régression française, Seuil, 1992 (ISBN 9782020231077)
- La Gauche retrouvée, Seuil, 1994 (ISBN 9782020213622)
- Yougoslavie, suicide d'une nation, Mille et Une Nuits, 1995 (ISBN 9782842050276)
- Kosovo, la guerre du droit, suivi de Yougoslavie, suicide d'une nation, Mille et Une Nuits, 1999 (ISBN 9782842054175)
- Où est passée l'autorité?, amb Philippe Tesson, NiL éditions, 2000
- Les Batailles de Napoléon, Seuil, 2000 (ISBN 9782020289931)
- Le Gouvernement invisible, naissance d'une démocratie sans le peuple, Arléa, 2001 (ISBN 9782869595538)
- La Princesse oubliée, roman, Robèrt Laffont, 2002 (ISBN 9782221092996)
- C'était nous, roman, Robert Laffont, 2004 (ISBN 9782221101001)
- Les Grandes Batailles navales, de Salamine à Midway, Seuil, 2005 (ISBN 9782020498388)
- Histoire de la gauche caviar, Robert Laffont, 2006 (ISBN 9782221104859)
- La Gauche bécassine, Robert Laffont, 2007 (ISBN 9782221108895)
- Le roi est nu, Robert Laffont, 2008 (ISBN 9782221110867)
- Média-paranoïa, Seuil, 2009 (ISBN 9782020975421)
- La Grande histoire des codes secrets, Privé, 2009 (ISBN 9782350760827)
- Les Énigmes Kennedy, Omnibus, 2011 (ISBN 9782258084445)
- Le Réveil français, Stock, 2015 (ISBN 978-2-234-08026-3)
- Dans le sillage de l'invincible Armada, éditions Paulsen, 2018
- Le Roman de la France: De Vercingétorix à Mirabeau, Éditions Tallandier, 2019

### Les aventures de Donatien Lachance, el detectiu de Napoleó
- L'Énigme de la rue Saint Nicaise, Robert Laffont, 2010 (ISBN 9782221122242)
- Le Grand Complot, Robert Laffont, 2013 (ISBN 978-2-221-13070-4)
- L'Espion d'Austerlitz, Stock, 2014 (ISBN 9782234078123)